# Instituto Nacional de Emergência Médica
Das Instituto Nacional de Emergência Médica, kurz INEM, ist die Koordinierungsstelle für den Rettungsdienst in Kontinental-Portugal. Es ist eine Abteilung des Gesundheitsministeriums (Ministério da Saúde de Portugal) und organisiert die landesweite Bereitstellung von Notfalldiensten. Das INEM ist unter der Euronotrufnummer 112 erreichbar.

## Geschichte
1965 wurde ein erster landesweiter Notfalldienst eingeführt und der Polizei (Polícia de Segurança Pública, PSP) unterstellt. Er wurde 1971 abgelöst durch den Serviço Nacional de Ambulâncias (dt.: Nationaler Rettungswagendienst), der unter der Rufnummer 115 landesweit erreichbar war. Dieser war weiterhin der PSP angegliedert.
Nach der Nelkenrevolution 1974 erfuhr das gesamte Staatsgefüge tiefgreifende Veränderungen, und die Institutionen wurden auf allen Ebenen demokratisiert. 1981 wurde der Serviço Nacional de Ambulâncias durch das neugegründete INEM abgelöst, welches nun nicht mehr der PSP angegliedert war.

## Struktur
Das INEM ist in vier regionale Delegationen (Delegação Regional) strukturiert, mit Porto als operativer Zentrale für die Region Norden, Coimbra für die mittlere Region Centro,  Lissabon für die Region Lissabon und Tejotal, und Faro für die Region Algarve.
Jede Delegation des INEM verfügt über Krankentransportwagen, Rettungswagen, Notarztwagen, Intensivtransportwagen, Säuglings-Notfallwagen, eine Notfall-Motorradflotte, und Rettungshubschrauber. Sie haben ein einheitliches Erscheinungsbild, mit blauer Schrift auf gelbem Grund.

## Galerie

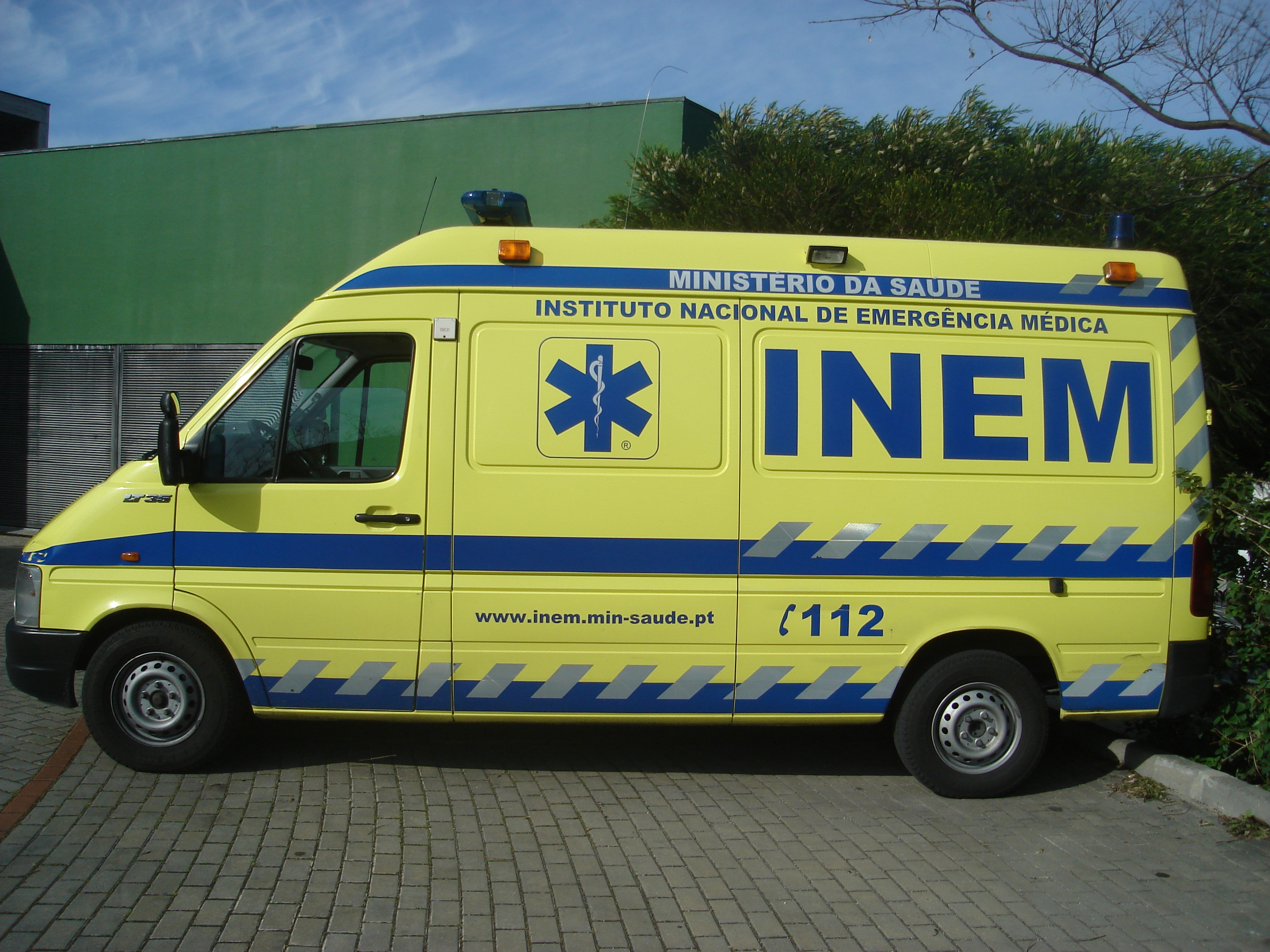
Rettungswagen in der einheitlichen INEM-Gestaltung
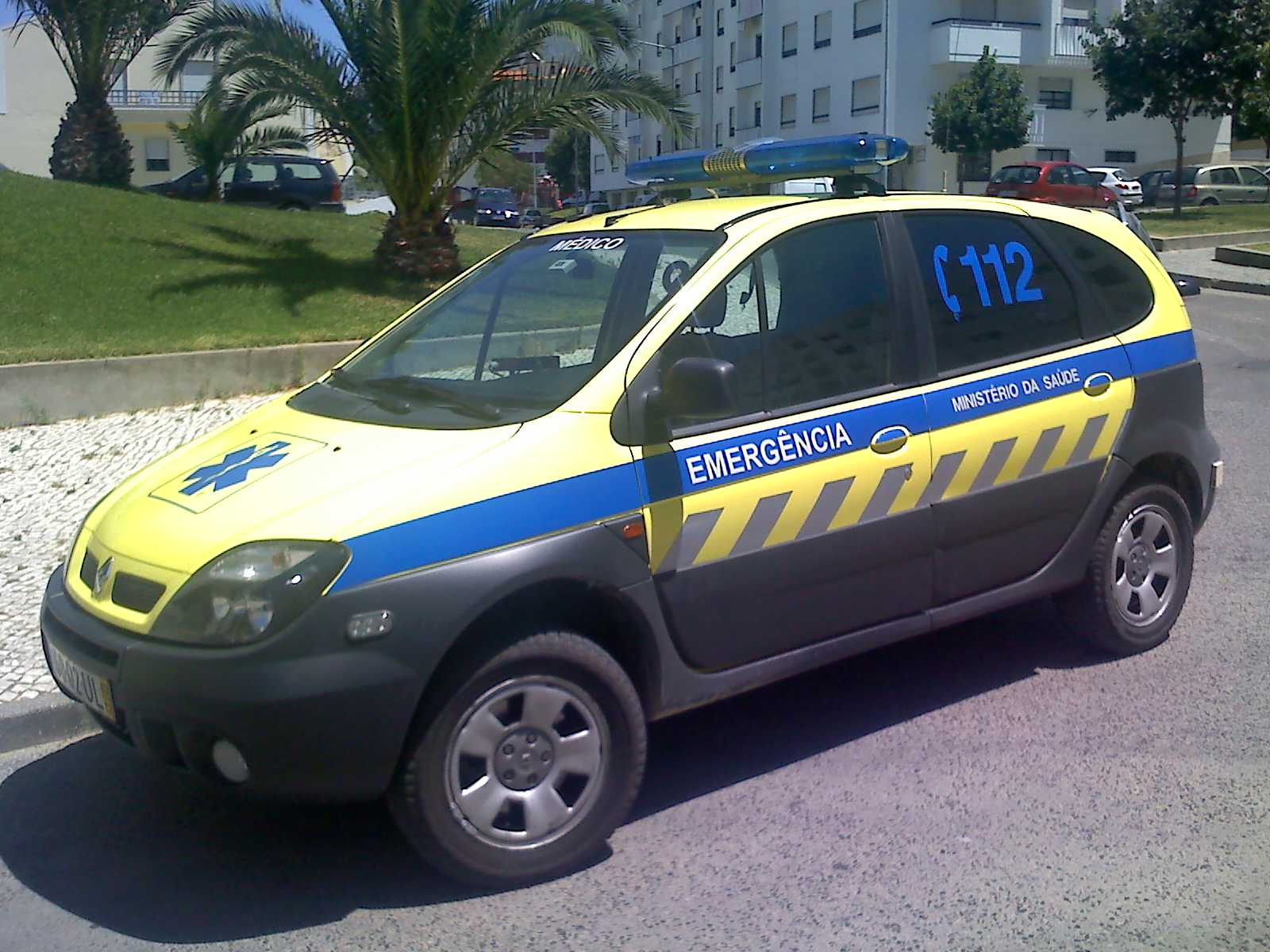
Notarzteinsatzfahrzeug (VMER) des INEM
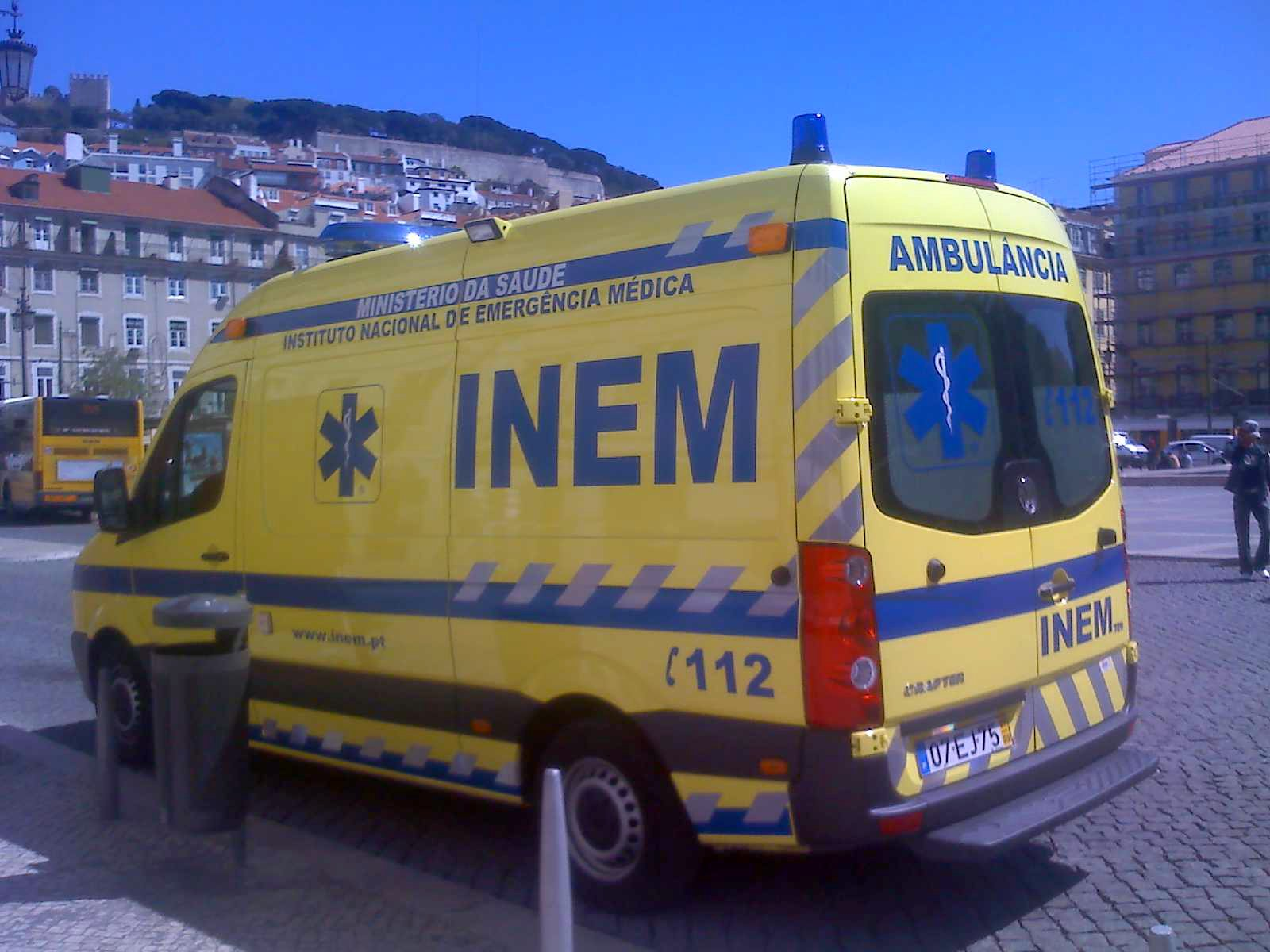
Rettungswagen in Lissabon